# Unterrohr (Kammeltal)
Unterrohr ist ein Gemeindeteil von Kammeltal im schwäbischen Landkreis Günzburg in Bayern.

## Lage
Das Kirchdorf liegt knapp eineinhalb Kilometer südwestlich von Ettenbeuren an der Kammel. Es ist über eine Gemeindestraße von der Staatsstraße 2024 aus zu erreichen.

## Geschichte
Der Ort gehörte seit 1571 dem Kloster Wettenhausen. Im Jahr 1673 ging er an den  Deutschen Orden, wo er der Kommende Altshausen unterstand.
Die bis zur Gemeindegebietsreform selbstständige Gemeinde wurde am 1. Mai 1978 nach Kammeltal eingegliedert.

## Bevölkerungsentwicklung
Es handelt sich um Einwohnerzahlen nach dem jeweiligen Gebietsstand bis 1970 und ohne die heute zugehörigen Ortsteile. Die Bevölkerungszahl im Ort von 1987 wurde als Gemeindeteil der Gemeinde Kammeltal angegeben. Die Zahlen sind Volkszählungsergebnisse mit Archivierungen des Bavarikon Internetportals des Freistaats Bayern.
| Jahr      | 1871 | 1925 | 1950 | 1970 | 1987 |
| Einwohner | 191  | 143  | 240  | 141  | 133  |

## Baudenkmäler
- Die spätgotische katholische Kirche St. Wolfgang mit nördlich angestelltem Turm mit Satteldach wurde um 1500 erbaut. Der Saalbau mit eingezogenem halbrund schließenden Chor wurde 1691 umgebaut und erweitert.
- Die Mariahilf-Kapelle	mit Turm und Zeltdach wurde 1899 an Stelle einer Vorgängerkapelle erbaut. 1932 folgten im Innern der Kapelle Renovierungsarbeiten.
- Das Haus der Bediensteten des ehemaligen Schlosses, das 1816 abgerissen wurde, ist ein zweigeschossiger Satteldachbau mit Gesimsgliederung. Der Kern des Gebäudes stammt aus dem 17. Jahrhundert. Im 19. Jahrhundert wurde der innere Bereich umgebaut und renoviert.
- Das ehemalige Wasserwerk Ichenhausen ist ein erdgeschossiger Walmdachbau mit Putzgliederung und apsidenartiger westlicher Erweiterung und wurde um 1910 durch die Münchener Firma Hans Gall errichtet.

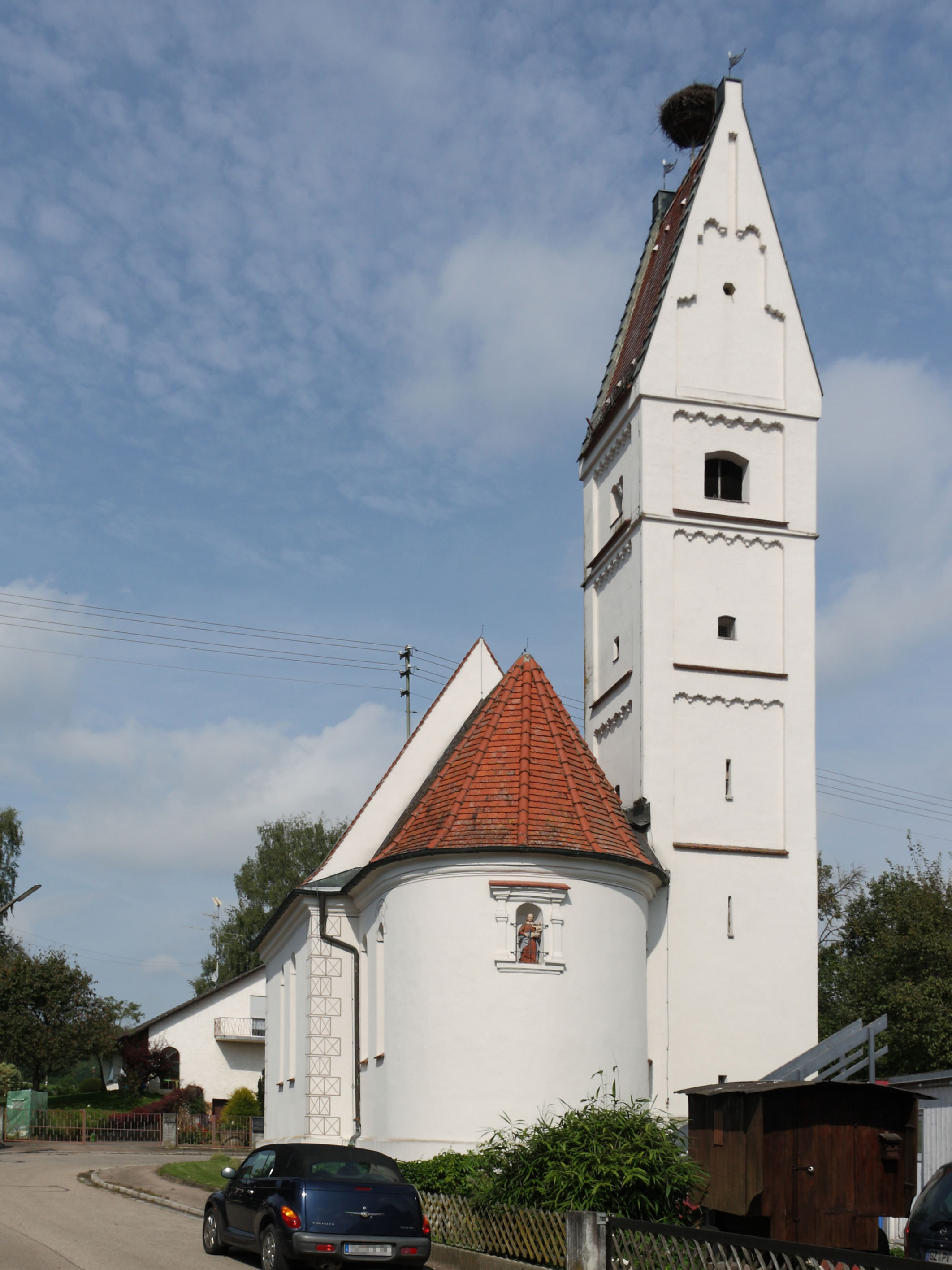
Katholische Kirche St. Wolfgang
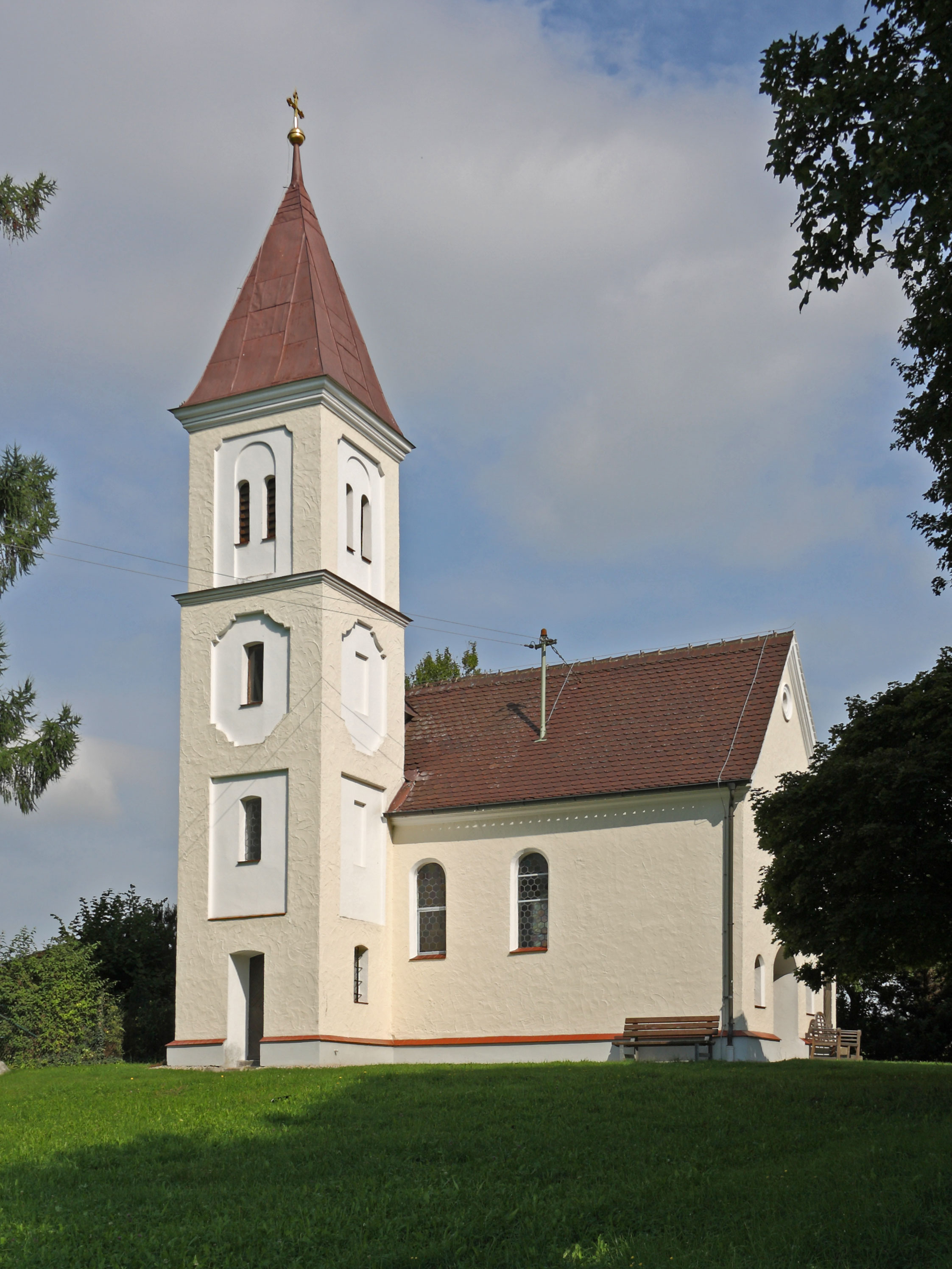
Mariahilf-Kapelle
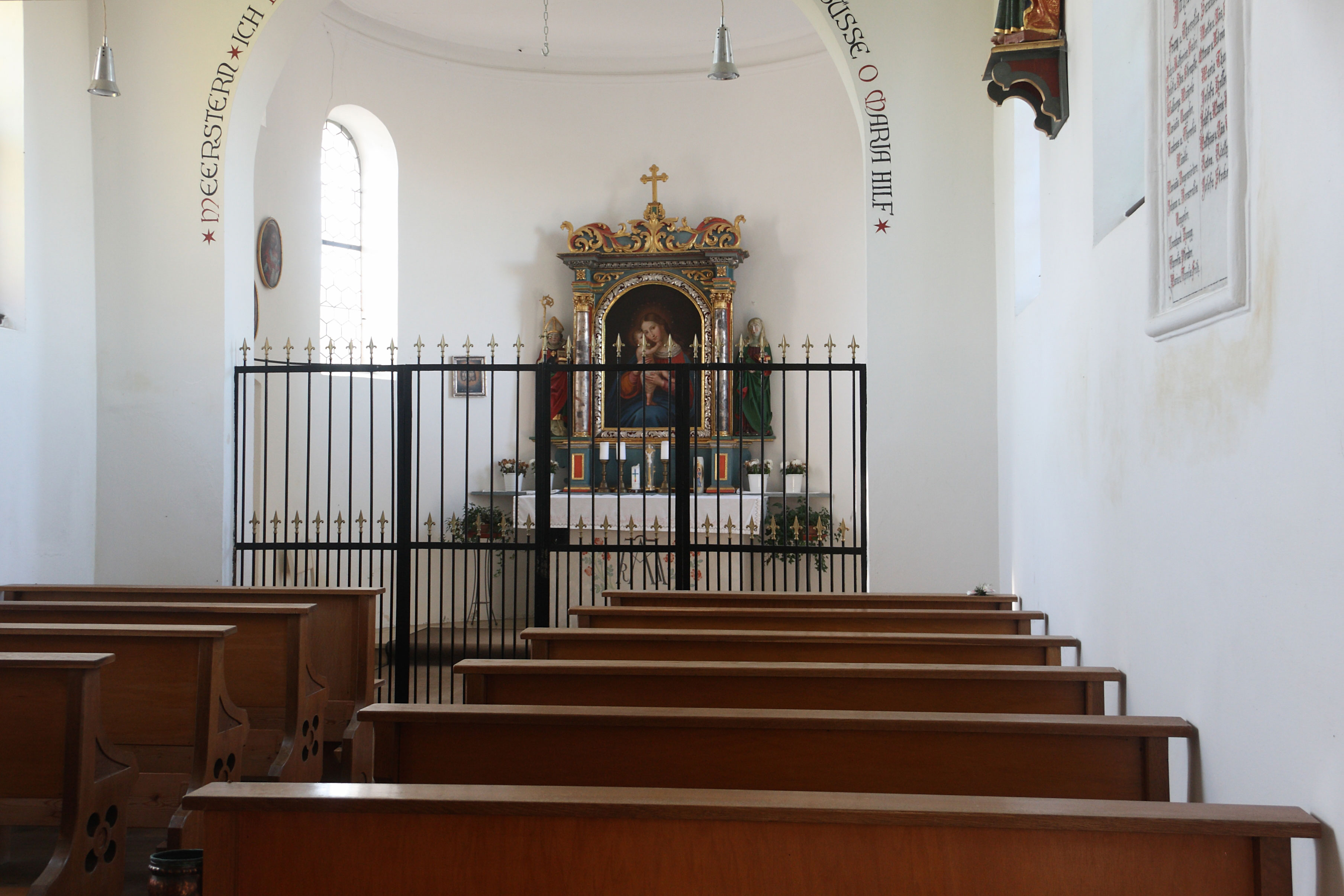
Altar in der Kapelle
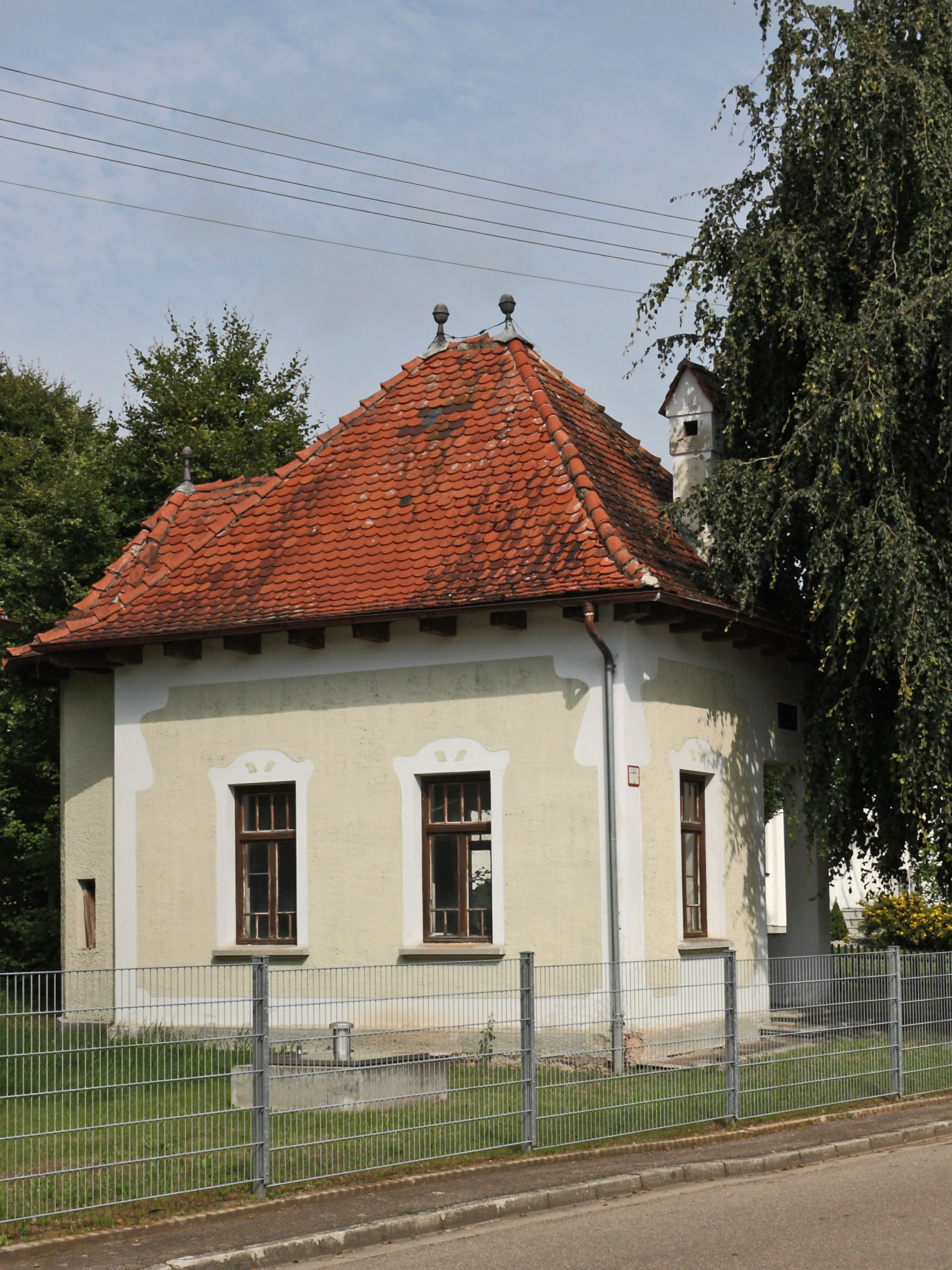
Wasserwerk
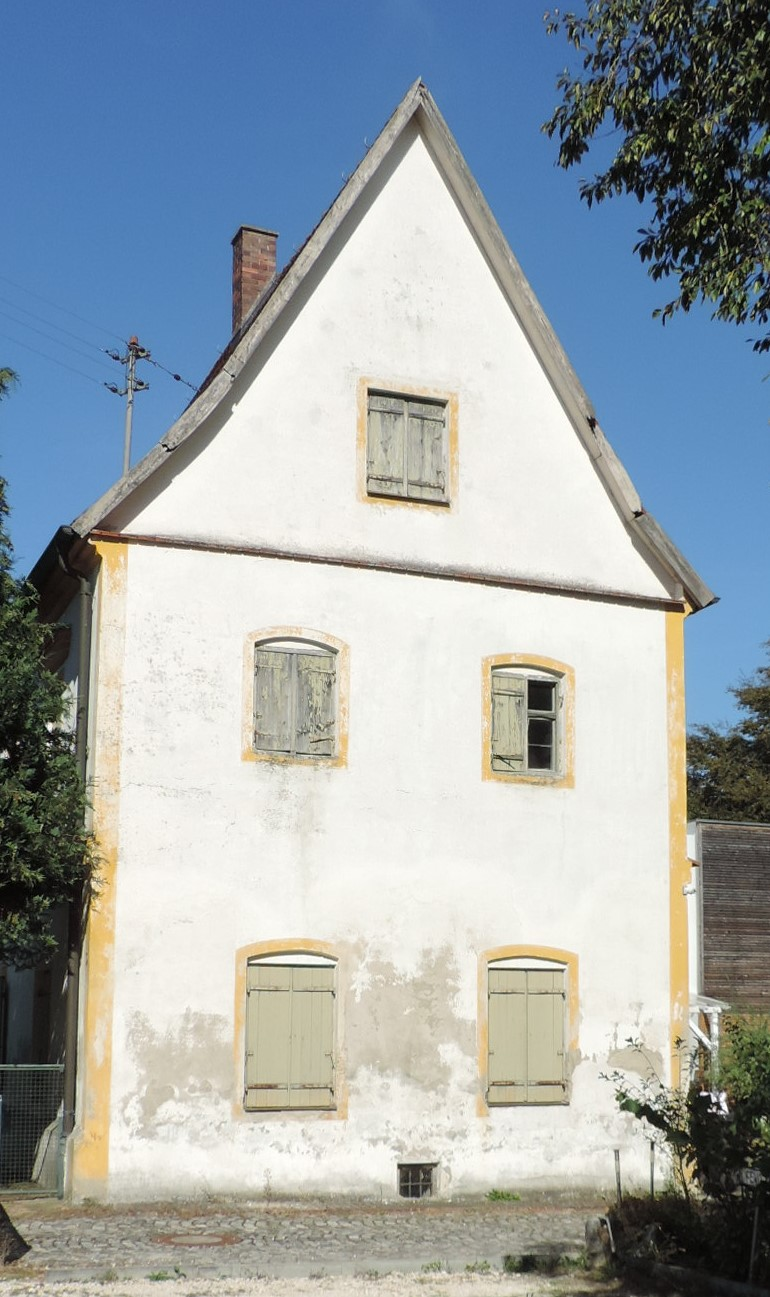
Das Haus der Bediensteten